# Chi Đinh lăng
Chi Đinh lăng (danh pháp khoa học: Polyscias) là một chi trong thực vật có hoa thuộc Họ Cuồng (Araliaceae), chứa khoảng 114-150 loài (tùy theo quan điểm phân loại), chủ yếu phân bố tại khu vực Madagascar. Chúng có các lá dạng lông chim. Theo APG thì chi này là một nhóm cận ngành và có thể sẽ được chia tách (hoặc hợp nhất) với một số chi khác. Tại Việt Nam có khoảng 4 loài.

## Các loài
- Polyscias acuminata
- Polyscias aemiliguineae
- Polyscias aequatoguineensis
- Polyscias albersiana
- Polyscias amplifolia
- Polyscias anacardium
- Polyscias andraerum
- Polyscias ariadnes
- Polyscias aubrevillei
- Polyscias australiana
  - P. australiana var. australiana
  - P. australiana var. disperma
- Polyscias baehniana
- Polyscias balansae
- Polyscias balfouriana: Đinh lăng lá tròn
- Polyscias baretiana
- Polyscias belensis
- Polyscias bellendenkeriensis
- Polyscias bernieri
- Polyscias bipinnata
- Polyscias boivinii
- Polyscias borbonica
- Polyscias borneensis
- Polyscias bracteata
- Polyscias carolorum
- Polyscias chapelieri
- Polyscias cissiflora
- Polyscias cissodendron
- Polyscias confertifolia
  - P. confertifolia var. angusta
  - P. confertifolia var. confertifolia
- Polyscias coriacea
- Polyscias corticata
- Polyscias crenata
- Polyscias culminicola
- Polyscias cumingiana
- Polyscias cussonioides
- Polyscias dichrostachya
- Polyscias dioica
- Polyscias elegans
- Polyscias farinosa
- Polyscias felicis
- Polyscias filicifolia: Đinh lăng lá ráng
- Polyscias floccosa
- Polyscias florosa
- Polyscias fraxinifolia
- Polyscias fruticosa: Đinh lăng, gỏi cá, sâm Nam Dương
- Polyscias fulva
- Polyscias gracilis
- Polyscias grandifolia
- Polyscias gruschvitzkii
- Polyscias guilfoylei: Đinh lăng lá vằn
  - P. guilfoylei var. lacinata: Đinh lăng mép lá bạc
- Polyscias heineana
- Polyscias jacobsii
- Polyscias javanica
- Polyscias joskei
- Polyscias kikuyuensis
- Polyscias kivuensis
- Polyscias lancifolia
- Polyscias lantzii
- Polyscias lecardii
- Polyscias ledermannii
- Polyscias letestui
- Polyscias macdowallii
- Polyscias macgillivrayi
- Polyscias madagascariensis
- Polyscias maralia
- Polyscias mauritiana
- Polyscias mayottensis
- Polyscias mollis
- Polyscias multibracteata
- Polyscias multijuga
- Polyscias muraltana
- Polyscias murrayi
- Polyscias myrsine
- Polyscias neraudiana
- Polyscias nodosa
- Polyscias nossibiensis
- Polyscias obtusifolia
- Polyscias ornifolia
- Polyscias palmervandenbroekii
- Polyscias pancheri
- Polyscias paniculata
- Polyscias pentamera
- Polyscias philipsonii
- Polyscias pinnata
- Polyscias purpurea
- Polyscias quintasii
- Polyscias rainaliorum
- Polyscias reineckei
- Polyscias repanda
- Polyscias richardsiae
- Polyscias rivalsii
- Polyscias roemeriana
- Polyscias royenii
- Polyscias sambucifolia
- Polyscias samoensis
- Polyscias schmidii
- Polyscias schultzei
- Polyscias scopoliae
- Polyscias scutellaria
- Polyscias sessiliflora
- Polyscias sleumeri
- Polyscias sorongensis
- Polyscias stuhlmannii
- Polyscias subcapitata
- Polyscias subincisa
- Polyscias tafondroensis
- Polyscias tahitensis
- Polyscias tennantii
- Polyscias terminalia
- Polyscias tripinnata
- Polyscias verticillata
- Polyscias vogelkopensis
- Polyscias weinmanniae
- Polyscias willmottii
- Polyscias zanthoxyloides
  - P. zanthoxyloides var. simplex
  - P. zanthoxyloides var. zanthoxyloides
- Polyscias zippeliana

## Hình ảnh

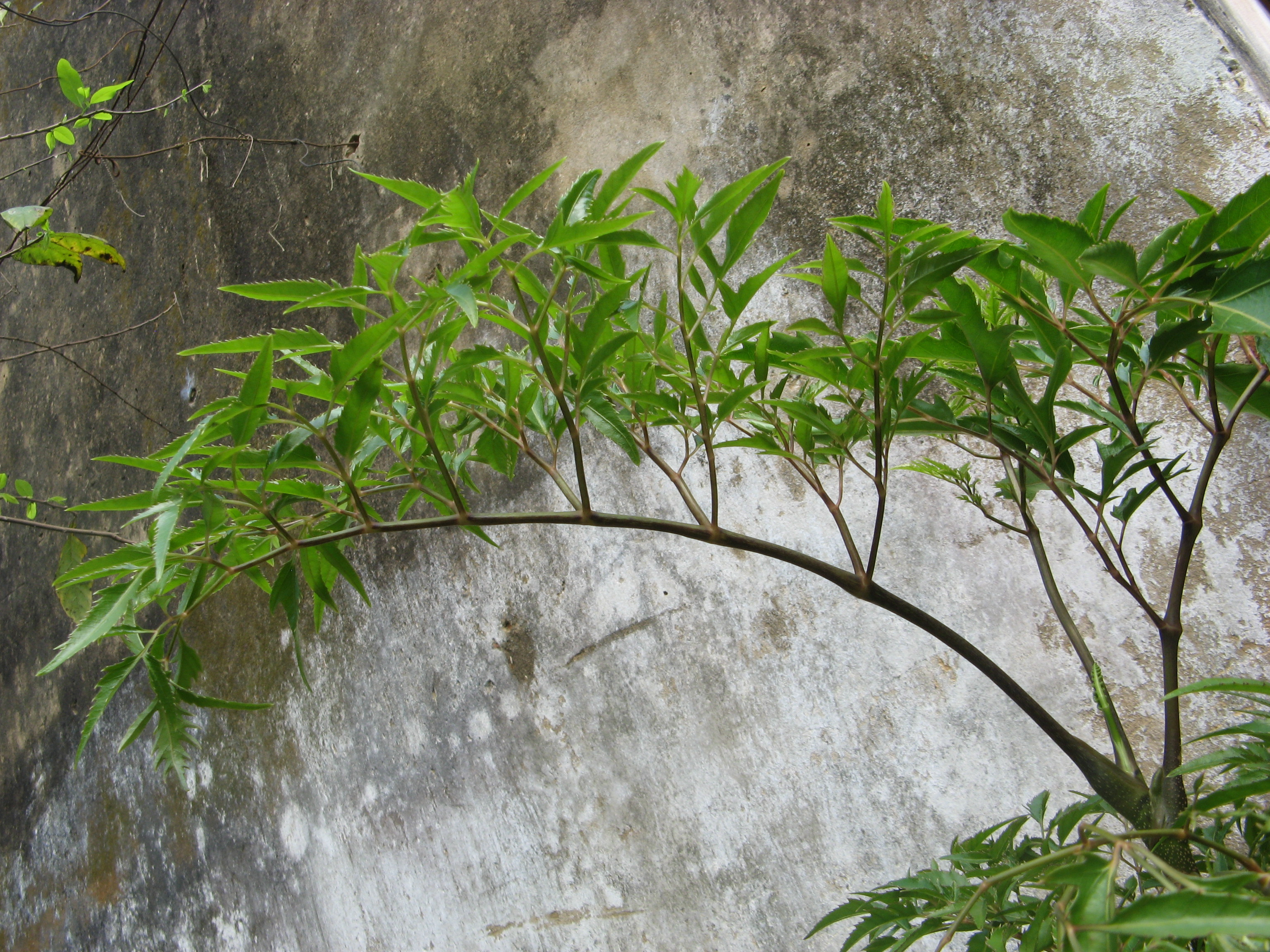
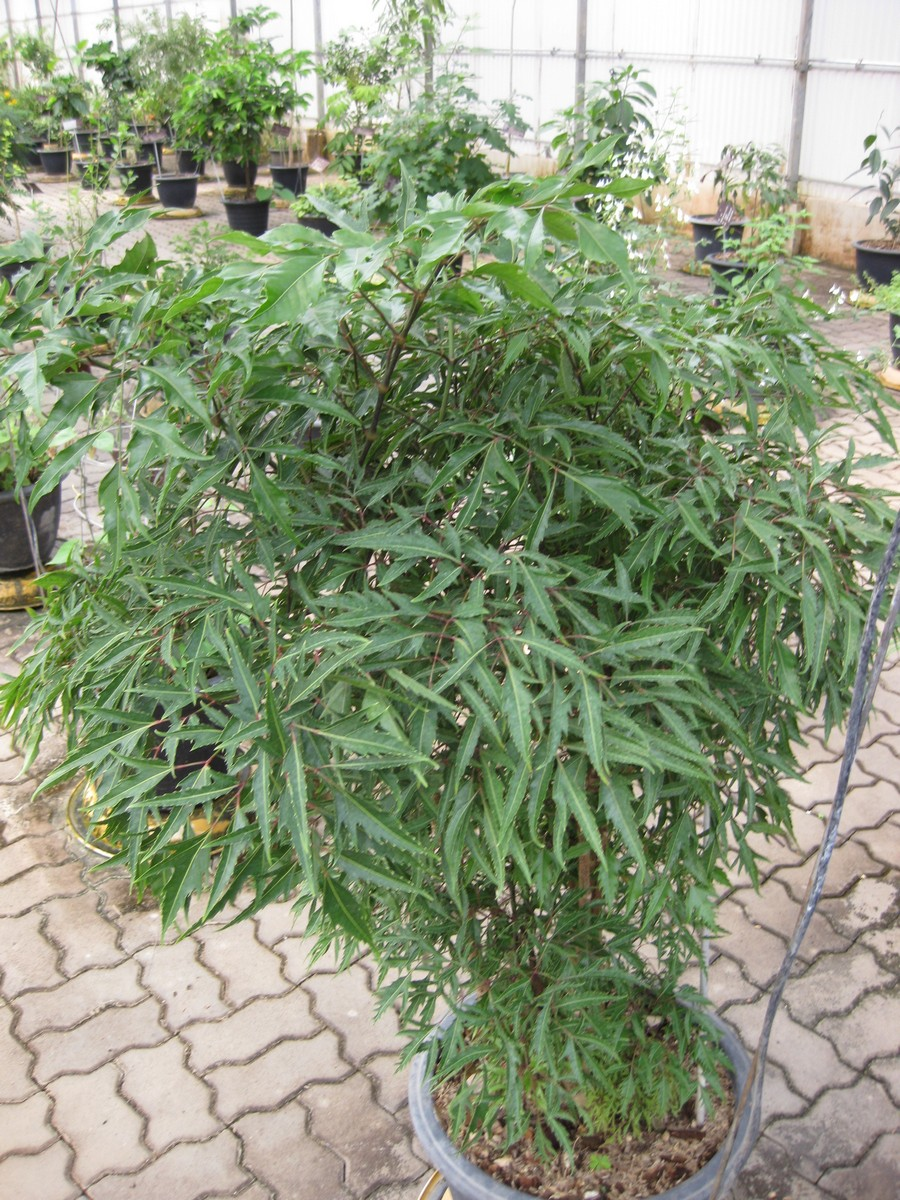
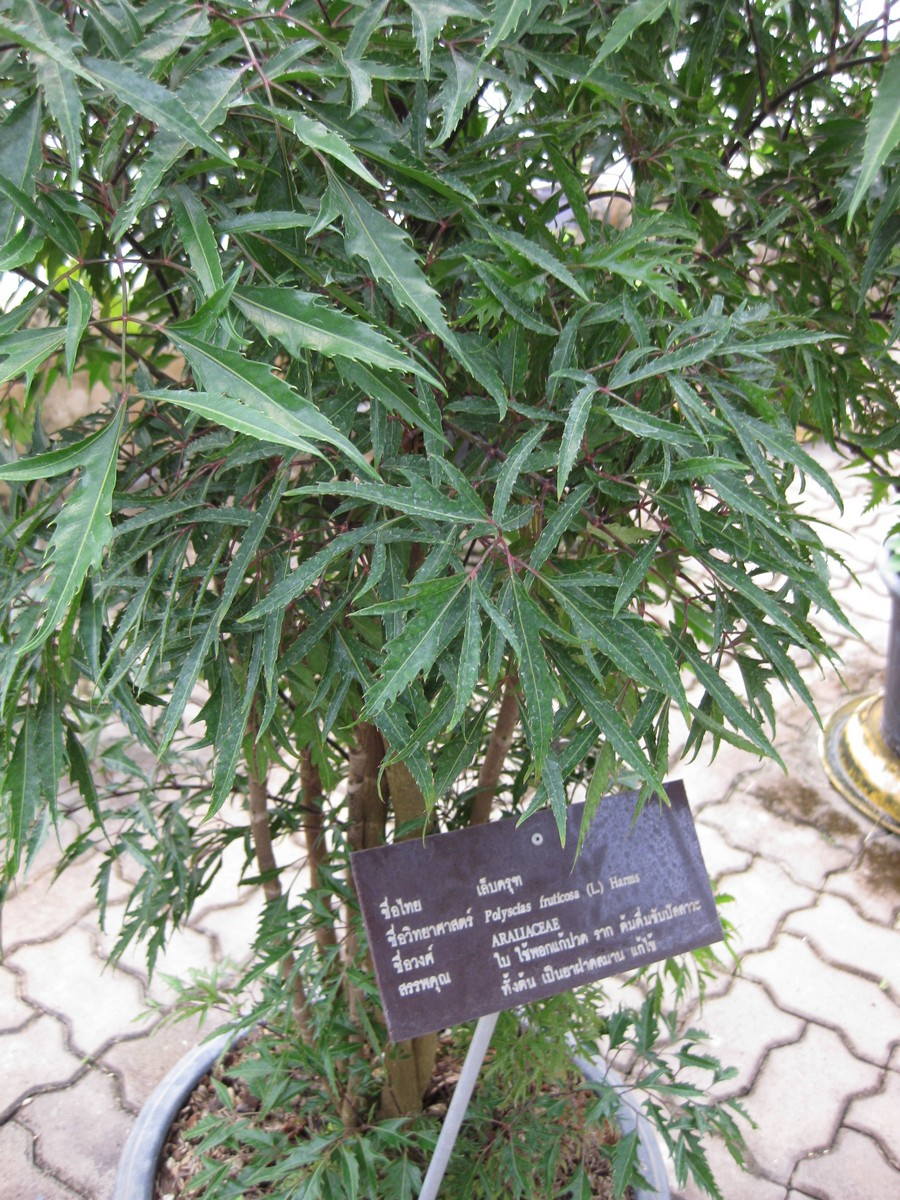
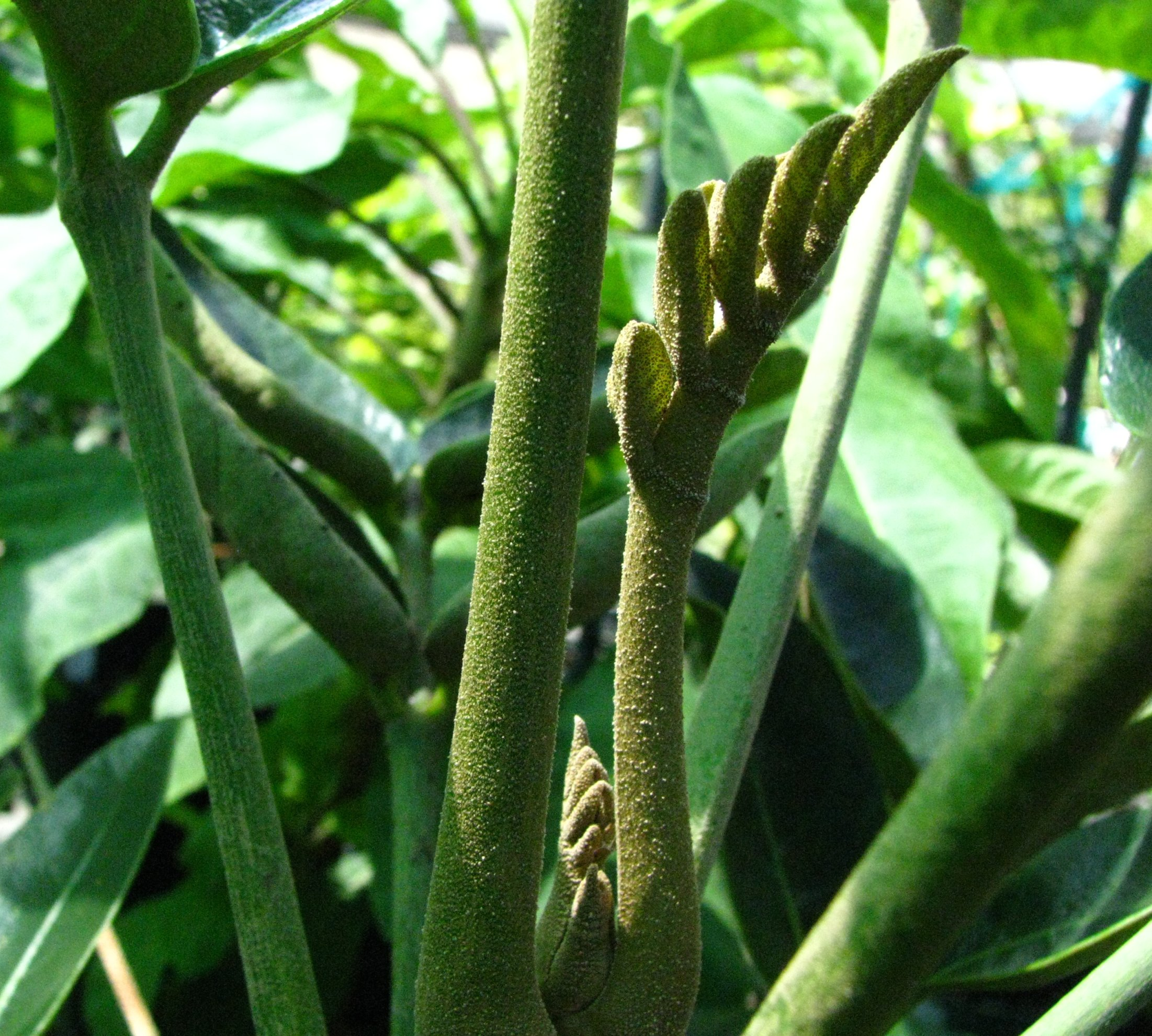